# くるポト
『くるポト』は、スターフィッシュ・エスディより2007年3月15日に発売されたニンテンドーDS用パズルゲーム。
パズルはLRボタンを使うだけのシンプルな操作。ストーリーモードは島の住人「くるポト」が空から落ちてきたお星さまを夜空に返す物語。

## 評価
ファミ通クロスレビューでは5、5、5、5の20点。レビュアーは簡単な操作や独創的だが単純なルールで誰でもプレイできる間口の広さや耳に残る主題歌を賞賛したがそれゆえ中毒性に欠ける、300あるステージ構成に凝りがないため爽快感が無くて飽きやすい、ストーリーモードが薄くてイベントも一枚絵が見られる程度、制限付きモードなど繰り返し遊べる要素が欲しかったとした。
GameSpotは4.5/10のスコアで簡単な操作性やシステムを賞賛、価格に対して2時間程度でクリアできるボリューム、各ステージを最少手数でクリアすることも簡単、クリア報酬がアートワークギャラリーだけであることを批判した。
IGNは5.5/10のスコアでチャレンジ精神不足、ストーリーを批判した。